# ジェシー・タン
ジェシー・タン（Jessy Tang、1988年11月21日 – ）は、アメリカ・マイアミ出身、タイ・バンコク育ちのプロゴルファー。英語・中国語・韓国語を話す。趣味は読書・アート・音楽鑑賞・スポーツ。